# Bolero (Hold Me in Your Arms Again)
Bolero (Hold Me in Your Arms Again) è un singolo del cantante tedesco Fancy, pubblicato nel 1985 come primo estratto dal secondo album in studio Contact.

## Tracce
7" – 883 555-7 (Germania)
- Lato A

1. Bolero (Hold Me in Your Arms Again) – 4:00

- Lato B

1. Play Me the Bolero (Dub Version) – 3:45

12" – 883 555-1 (Germania)
- Lato A

1. Bolero (Hold Me in Your Arms Again) – 5:45

- Lato B

1. Play Me the Bolero (Dub Version) – 3:45

1. Bolero (Hold Me in Your Arms Again) (Radio Version) – 4:00

## Classifiche

### Classifiche settimanali
| Classifica (1986) | Posizione massima |
| ----------------- | ----------------- |
| Belgio (Fiandre)  | 27                |
| Paesi Bassi       | 18                |
| Svezia            | 11                |